# Мэрилин Миллер
Мэрилин Миллер (англ. Marilyn Miller, урождённая Мэри Эллен Рейнолдс (англ. Mary Ellen Reynolds); 1 сентября 1898 — 7 апреля 1936) — американская актриса и танцовщица, одна из самых популярных звёзд Бродвея 1920-х годов.

## Карьера
Родилась в Эвансвилле, штат Индиана, в семье телефонного кабельщика Эдвина Д. Рейнолдса и его супруги Ады Линн Томпсон. Свои первые выступления она стала демонстрировать в четырёхлетнем возрасте в составе музыкального трио, состоящего также из её старших сестёр. Их постановки водевилей были довольно популярны, и их детский коллектив в итоге объездил весь Средний Запад, а также проведя ряд выступлений в Европе. В качестве сценического имени она стала использовать фамилию отчима Оскара Каро Миллера, а также добавила к своему первому имени второе имя матери.
В 1914 году она попала под внимание одного из театральных продюсеров, благодаря чему в 1914 году состоялся её бродвейский дебют. Спустя четыре года её заметил известный театральный конферансье Флоренз Зигфелд, пригласив юную Миллер в своё популярное ревю «Безумства Зигфелда». Её сотрудничество с Зигфелдом продлилось четыре года, за которые стала одной из самых ярких и популярных звёзд Бродвея. в середине 1920-х Миллер работала по контракту с другим театральным продюсером, Чарльзом Диллинэмом, работа у которого принесла её новые высоты популярности, а также сделала её одной из самых высокооплачиваемых бродвейских звёзд. Кинокарьера Миллер была недолгой и менее успешной, чем её сценическая деятельность. Она появилась всего в трёх кинолентах — «Салли» (1929), «Солнышко» (1930) и «Её величество, любовь» (1931). В начале 1930-х Миллер продолжала выступления на Бродвее, покинув сцену в 1934 году, после того как её будущий муж Чет О’Брайен был уволен из постановки с её участием.

## Личная жизнь
Мэрилин Миллер была трижды замужем. Её первый супруг, актёр и танцор Фрэнк Картер, погиб в автокатастрофе менее чем через год после свадьбы. В 1922 году она вышла замуж за актёра Джека Пикфорда, брата знаменитой Мэри Пикфорд. У Пикфорда были проблемы с наркотиками и алкоголем, и в 1926 году их брак распался. В 1930 году у неё был короткий роман с актёром Майком Фармером, ставшим впоследствии мужем Глории Свенсон. В 1932 году она объявила о своем намерении выйти замуж за актёра Дона Альварадо, но свадьба так и не состоялась. В 1934 году Миллер вышла замуж за танцора Честера Ли О’Брайена, который был на 12 лет её моложе.
Многие годы Миллер страдала от синусита, что в итоге привело к её алкогольной зависимости. Последние годы жизни она также часто была подвержена депрессиям и нервным срывам, один из которых в марте 1936 году привёл к её госпитализации в одну из клиник Нью-Йорка. Там ей была проведена операция на носовой полости, после которой она неожиданно скончалась от осложнений. Церемония прощания прошла в епископальной церкви Святого Варфоломея на Парк-авеню, собрав более двух с половиной тысяч человек, среди которых были бывший мэр Нью-Йорка Джеймс Джон Уокер, Беатрис Лилли и Билли Берк. Мэрилин Миллер была похоронена в мавзолее рядом с мужем на кладбище Вудлон в Бронксе.
В 1946 году Джуди Гарленд сыграла Миллер в биографическом фильме Джерома Керна «Пока плывут облака». Джун Хэвер воплотила на экранах образ актрисы в 1949 году в биопике «Ища серебряную подкладку». В 1960 году на Голливудской аллее славы появилась именная звезда Мэрилин Миллер.